# JR東日本213系電車
もしかして
- 国鉄211系電車[注 1]

ではありませんか？